# Strömhöjdens naturreservat
Strömhöjdens naturreservat är ett naturreservat i Krokoms kommun i Jämtlands län.
Området är naturskyddat sedan 2020 och är 3,6 kvadratkilometer stort. Reservatet ligger norr om Stor-Gruveln och består av tallskog.